# Liste der Könige von Navarra
Die Liste der Könige von Navarra enthält die Herrscher des mittelalterlichen Königreichs Navarra von dessen Begründung im frühen 9. Jahrhundert bis zum Erlöschen des Titels im 19. Jahrhundert.
Der von den nationalbaskischen Königen aus den Häusern Íñiguez und Jiménez geführte Titel lautete „König von Pamplona“, nach der einzigen größeren Stadt und damit Residenz ihres Reiches Pamplona. Erst von Sancho VI. war dieser Titel im Jahr 1162 letztmals verwendet und in „König von Navarra“ geändert worden, der darauf von allen anderen Königen geführt wurde.

## Die Könige von Navarra

### Haus Íñiguez
| Bild | Name Baskisch (Lebensdaten)                                         | Regierungszeit | Verwandtschaft      | Anmerkungen |
| ---- | ------------------------------------------------------------------- | -------------- | ------------------- | --- |
|      | Íñigo Arista Eneko Aritza (* 781; † 851/852)                        | 824–852        |                     | |
|      | García Íñiguez († 882)                                              | 852–882        | Sohn des Vorgängers | 858 und 860 tritt ein García Jiménez als König von Pamplona auf, entweder als Co- oder Gegenherrscher zu García Iñiguez. |
|      | Fortún Garcés der Einäugige Fortun Gartzia Begibakarra († nach 905) | 882–905        | Sohn des Vorgängers | Wurde zum Rückzug in ein Kloster gezwungen.                                                                              |

### Haus Jiménez
| Bild | Name Baskisch (Lebensdaten)                                                     | Regierungszeit | Verwandtschaft          | Anmerkungen |
| ---- | ------------------------------------------------------------------------------- | -------------- | ----------------------- | --- |
|      | Sancho I. Garcés (* ca. 860; † 11. Dezember 925)                                | 905–925        | Sohn des García Jiménez | |
|      | Jimeno Garcés († 29. Mai 931)                                                   | 925–931        | Bruder des Vorgängers   | |
|      | García I. Sánchez (* um 919; † 970)                                             | 931–970        | Sohn von Sancho I.      | |
|      | Sancho II. Garcés (* 938; † Dezember 994)                                       | 970–994        | Sohn des Vorgängers     | Erbte die Grafschaft Aragón. |
|      | García II. der Zitterer Gartzia Dardaratia (* 964; † 1000/1004)                 | 994–1000       | Sohn des Vorgängers     | |
|      | Sancho III. der Große Antso Nagusia (* um 990; † 18. Oktober 1035)              | 1000–1035      | Sohn des Vorgängers     | |
|      | García III. von Nájera Gartzia Santxez Naiarakoa († 15. September 1054)         | 1035–1054      | Sohn des Vorgängers     | |
|      | Sancho IV. von Peñalén Antso Peñalengoa (* 1040; † 4. Juni 1076)                | 1054–1076      | Sohn des Vorgängers     | |
|      | Sancho V. Ramírez Antso Peñalengoa (* um 1042; † 4. Juni 1094)                  | 1076–1094      | Enkel von Sancho III.   | König von Aragón (Sancho I.) |
|      | Peter I. Petri (* um 1068; † 27./28. September 1104)                            | 1094–1104      | Sohn des Vorgängers     | König von Aragón |
|      | Alfons I. der Streitbare Alfonso Borrokalaria (* 1073; † 7. September 1134)     | 1104–1134      | Bruder des Vorgängers   | König von Aragón |
|      | García IV. der Restaurator Gartzia Berrezarlea (* um 1112; † 21. November 1150) | 1134–1150      | Urenkel von García III. | |
|      | Sancho VI. der Weise Antso Jakituna (* 1133; † 27. Juni 1194)                   | 1150–1194      | Sohn des Vorgängers     | |
|      | Sancho VII. der Starke Antso Azkarra († 7. April 1234)                          | 1194–1234      | Sohn des Vorgängers     | Siegte im Verbund mit den anderen christlichen Königen Spaniens 1212 in der Schlacht bei Las Navas de Tolosa über die Almohaden. |

### Haus Blois-Champagne
| Bild                                | Name Baskisch (Lebensdaten)                                                 | Regierungszeit         | Verwandtschaft                     | Anmerkungen |
| ----------------------------------- | --------------------------------------------------------------------------- | ---------------------- | ---------------------------------- | ----------- |
|                                     | Theobald I. der Trobador Tibalt Koblakaria (* 30. Mai 1201; † 8. Juli 1253) | 1234–1253              | Neffe des Vorgängers               |             |
|                                     | Theobald II. (* 1238; † 4. Dezember 1270)                                   | 1253–1270              | Sohn des Vorgängers                |             |
|                                     | Heinrich I. der Dicke Henrike Gizena (* um 1244; † Juli 1274)               | 1270–1274              | Bruder des Vorgängers              |             |
|                                     | Johanna I. (* 14. Januar 1273; † 2. April 1305)                             | 1274–1305              | Tochter des Vorgängers             |             |
| Philipp I. der Schöne Filipe Ederra | 1284–1305                                                                   | Ehemann von Johanna I. | König von Frankreich (Philipp IV.) |             |

### Kapetinger
| Bild                                     | Name Baskisch (Lebensdaten)                                                              | Regierungszeit          | Verwandtschaft        | Anmerkungen                       |
| ---------------------------------------- | ---------------------------------------------------------------------------------------- | ----------------------- | --------------------- | --------------------------------- |
|                                          | Ludwig I. der Zänker Luis Setatia (* 4. Oktober 1289; † 5. Juni 1316)                    | 1305–1316               | Sohn der Vorgängerin  | König von Frankreich (Ludwig X.)  |
|                                          | Johann I. der Postume Joanes aita hil-ondokoa (* 15. November 1316; † 19. November 1316) | 1316                    | Sohn des Vorgängers   | König von Frankreich              |
|                                          | Philipp II. der Lange Filipe Luzea (* 17. November 1293; † 3. Januar 1322)               | 1316–1322               | Onkel des Vorgängers  | König von Frankreich (Philipp V.) |
|                                          | Karl I. der Schöne Karlos Ederra (* 18. Juni 1294; † 1. Februar 1328)                    | 1322–1328               | Bruder des Vorgängers | König von Frankreich (Karl IV.)   |
|                                          | Johanna II. (* 1311; † 6. Oktober 1349)                                                  | 1328–1349               | Tochter von Ludwig I. |                                   |
| Philipp III. von Évreux Filipe Evreuxkoa | 1328–1343                                                                                | Ehemann von Johanna II. |                       |                                   |

### DieHäuser ÉvreuxundTrastámara
| Bild | Name Baskisch (Lebensdaten)                                         | Regierungszeit | Verwandtschaft          | Anmerkungen |  |
| ---- | ------------------------------------------------------------------- | -------------- | ----------------------- | --- |  |
|      | Karl II. der Böse Karlos Gaiztoa (* Oktober 1332; † 1. Januar 1387) | 1349–1387      | Sohn der Vorgängerin    | |  |
|      | Karl III. der Edle Karlos Noblea (* 1361; † 8. September 1425)      | 1387–1425      | Sohn des Vorgängers     | |  |
|      | Blanka (* 6. Juli 1387; † 1. April 1441)                            | 1425–1441      | Tochter des Vorgängers  | |  |
|      | Johann II.                                                          | 1425–1479      | Ehemann von Blanka      | König von Aragón (Johann II.). Ignorierte das Erbrecht seiner zwei ältesten Kinder (Karl von Viana und Blanka) und regierte nach dem Tod seiner Frau allein weiter. |  |
|      | Eleonore (* 2. Februar 1425; † 12. Februar 1479)                    | 1479           | Tochter der Vorgängerin | Konnte erst beim Tod des Vaters das Erbe antreten, starb aber nur wenige Tage darauf. War mit dem Grafen Gaston IV. von Foix verheiratet.                           |  |

### DasHaus Foix-Grailly
| Bild                   | Name Baskisch (Lebensdaten)                                | Regierungszeit        | Verwandtschaft           | Anmerkungen |
| ---------------------- | ---------------------------------------------------------- | --------------------- | ------------------------ | --- |
|                        | Franz Phoebus Frantzisko Febus (* 1466; † 30. Januar 1483) | 1479–1483             | Enkel der Vorgängerin    | |
|                        | Katharina (* 1470; † 12. Februar 1517)                     | 1483–1517             | Schwester des Vorgängers | Als Ehemann der Germaine de Foix beanspruchte König Ferdinand II. von Aragón die Krone von Navarra und annektierte bis zum Jahr 1512 das Land südlich der Pyrenäen, einschließlich Pamplona. Dem Haus Albret verblieb von dem Königreich lediglich der kleine Landstreifen der nördlich der Pyrenäen lag, genannt Niedernavarra (Basse-Navarre). |
| Johann III. von Albret | 1484–1516                                                  | Ehemann von Katharina |                          | |

## Niedernavarra (Basse-Navarre)

### Haus Albret
| Bild              | Name Baskisch (Lebensdaten)                     | Regierungszeit           | Verwandtschaft         | Anmerkungen                                                                          |
| ----------------- | ----------------------------------------------- | ------------------------ | ---------------------- | ------------------------------------------------------------------------------------ |
|                   | Heinrich II. (* April 1503; † 29. Mai 1555)     | 1517–1555                | Sohn der Vorgängerin   | Ein Rückeroberungsversuch Navarras unter dem Feldherrn André de Foix scheitert 1521. |
|                   | Johanna III. (* 7. Januar 1528; † 9. Juni 1572) | 1555–1572                | Tochter des Vorgängers |                                                                                      |
| Anton von Bourbon | 1555–1562                                       | Ehemann von Johanna III. |                        |                                                                                      |

### Haus Bourbon
| Bild | Name Baskisch (Lebensdaten)                         | Regierungszeit | Verwandtschaft       | Anmerkungen                                            |
| ---- | --------------------------------------------------- | -------------- | -------------------- | ------------------------------------------------------ |
|      | Heinrich III. (* 13. Dezember 1553; † 14. Mai 1610) | 1572–1610      | Sohn der Vorgängerin | Bestieg 1589 als Heinrich IV. den französischen Thron. |
|      | Ludwig II. (* 27. September 1601; † 14. Mai 1643)   | 1610–1643      | Sohn des Vorgängers  | König von Frankreich (Ludwig XIII.)                    |

| Niedernavarra wird 1620 administrativ mit der französischen Provinz Béarn vereint und hört damit auf als eigenständige Gebietskörperschaft zu bestehen. Die französischen Könige führten den navarresischen Königstitel noch bis 1791 und während der Restaurationszeit (1814–1830) fort. Für alle nachfolgenden Könige siehe: Liste der Staatsoberhäupter Frankreichs |

## Obernavarra (Alta-Navarra)

### Haus Trastámara
| Bild | Name Baskisch (Lebensdaten)                                                           | Regierungszeit | Verwandtschaft         | Anmerkungen |
| ---- | ------------------------------------------------------------------------------------- | -------------- | ---------------------- | --- |
|      | Ferdinand II. der Katholische Fernando Katolikoa (* 10. März 1452; † 23. Januar 1516) | 1512–1516      |                        | König von Aragón. Als Ehemann der Germaine de Foix, einer Cousine der Königin Katharina, beanspruchte er die Krone Navarras. 1512 annektierte er den größten Teil des Landes (Alta Navarra), der südlich der Pyrenäen lag, einschließlich der Hauptstadt Pamplona. Zugleich nahm er den Titel eines Königs von Navarra an, den seine Nachfolger weiterführten. |
|      | Johanna I. die Wahnsinnige Joana Eroa (* 6. November 1479; † 12. April 1555)          | 1516–1555      | Tochter des Vorgängers | Als Tochter der Isabella I. bereits seit 1504 Königin von Kastilien und als Tochter Ferdinands II. ab 1516 Königin von Aragón und Navarra. Regierte nie, sondern stand bis zum Tod ihres Vaters unter dessen Vormundschaft. Bei dessen Tod übernahm ihr Sohn Karl die Regierung in Navarra, Kastilien und Aragón.                                              |

| Für alle nachfolgenden Könige siehe: Liste der Staatsoberhäupter von Spanien |

## Weitere Entwicklung
Auch unter den spanischen Königen aus den Häusern Habsburg und Bourbon hatte (Alta) Navarra als eigenständiges Königreich weiter fortbestanden. Erst im Jahr 1841 ist es aufgehoben und als Provinz institutionell mit dem spanischen Zentralstaat vereint worden. In der königlichen Titulatur blieb sein Titel allerdings bis heute erhalten. Erst mit dem Inkrafttreten des Autonomiestatuts am 10. August 1982 hatte das Land als „Foralgemeinschaft Navarra“ (spanisch Comunidad Foral de Navarra, baskisch Nafarroako Foru Komunitatea) wieder den Status einer autonomen Gebietskörperschaft erhalten.

## Anmerkung
1. ↑  Ángel J. Martín Duque: Sancho VI el Sabio y el Fuero de Vitoria. In: Príncípe de Viana. Bd. 63 (2002), S. 782, Anm. 38.